# Andreas Sturm (Mediziner)
Andreas Sturm (* 29. August 1968 in Düsseldorf) ist ein deutscher Internist, Gastroenterologe, Proktologe, Ernährungsmediziner (DIfE) und außerplanmäßiger Professor der Charité Universitätsmedizin Berlin. Er arbeitet als Chefarzt der Medizinischen Klinik I der DRK Kliniken Berlin I Westend, einem akademischen Lehrkrankenhaus der Charité. Er ist Fellow of the European Board of Gastroenterology (FEBG). Sturm ist bekannt für seine Arbeiten auf dem Gebiet der chronisch entzündlichen Darmerkrankungen. 

## Leben
Nach Abschluss des Studiums der Humanmedizin an der RWTH Aachen nahm Sturm, 1990 in Aachen promoviert zum Dr. med. mit der Arbeit Reanimation nach Herzstillstand, 1994 seine Tätigkeit als Arzt und wissenschaftlicher Mitarbeiter am Zentrum für Innere Medizin des Universitätsklinikums Essen auf. Von 1999 bis 2002 arbeitete er, gefördert durch die Deutsche Forschungsgemeinschaft, als Research Fellow am Department of Gastroenterology and Hepatology, Case Western Reserve University, Cleveland, Ohio, USA. Nach Abschluss des Forschungsstipendiums in Cleveland wechselte er 2002 als klinischer und wissenschaftlicher Mitarbeiter an den Campus Virchow der Charité in Berlin. 2004 wurde ihm die Venia legendi von der die Charité verliehen, 2010 die Professur. Von 2004 bis 2012 war Sturm als Oberarzt, ab 2009 als stellvertretender Klinikdirektor, an der Medizinischen Klinik mit Schwerpunkt Hepatologie, Gastroenterologie, Endokrinologie und Stoffwechsel der Charité tätig. Neben seinen klinischen, wissenschaftlichen und endoskopisch-interventionellen Aufgaben betreute er hier die Spezialsprechstunde und Studienambulanz für chronisch entzündliche Darmerkrankungen mit mehr als 1000 Patienten und leitete die wissenschaftliche Forschergruppe Mukosa-Immunologie. Von 2012 bis 2014 war Sturm Chefarzt der Inneren Medizin am Krankenhaus Waldfriede sowie von 2013 bis 2014 deren Ärztlicher Direktor. Seit dem 1. Juli 2014 ist Sturm Chefarzt der Klinik für Innere Medizin I mit Schwerpunkt Gastroenterologie an den DRK Kliniken Berlin | Westend, einem akademischen Lehrkrankenhaus der Maximalversorgung der Charité, Universitätsmedizin Berlin.

## Wissenschaftlicher Beitrag
Wissenschaftlich hat sich Sturm mit der Immun-homeostase der intestinalen Mukosa, insbesondere bei chronisch entzündlichen Darmerkrankungen beschäftigt. Seine Arbeiten fokussierten dabei auf Wundheilungsmechanismen der intestinalen Epithelbarriere und der Regulation von Zellzyklus und Apoptose von mukosalen T-Zellen. Er charakterisierte dabei insbesondere regulatorische Peptide und Lipidmediatoren, die die intestinale epitheliale Wundheilungsvorgänge sowie die Zell-Zell Interaktionen und Zellzyklus und Apoptose von Lamina propria T-Zellen beeinflussen. Dabei konnte er zeigen, dass bestimmte Lipidsäuren, LPAs, und Galektine die Integrität der intestinalen Mukosabarriere nach einer Verletzung wiederherstellen können und die überschießende Immunreaktion im Darm kontrollieren. Für den demonstrierten Effekt von Galektin-2 auf die Wiederherstellung der Immunhomeostase wurde Sturm vom Europäischen Patentamt zwei Patente zugesprochen (EP06020467.4, EP1593386). Kürzliche grundlagen-wissenschaftliche Untersuchungen von Sturm fokussieren auf die Identifikation von Tumornekrose-Faktor-alpha abhängigen Signalwegen im mukosalen Immunsystem.  
Klinische Forschungsprojekte von Sturm schließen ernährungswissenschaftliche Fragestellungen und Untersuchungen zur intestinalen Mikrobiota ein. 
Im Rahmen seiner wissenschaftlichen Arbeiten betreute Sturm erfolgreich mehr als 10 Promotionen zu den verschiedenen Aspekten der Regulations- und Reparaturmechanismen der intestinalen mukosalen Barriere.

## Mitgliedschaften in wissenschaftlichen Vereinigungen (Auswahl)
Sturm ist Mitglied zahlreicher nationaler und internationaler wissenschaftlicher Vereinigungen. Er ist Beiratsmitglied des Kompetenznetzwerkes CED der DCCV und hat das Ausbildungsprogramm CED-Fachkraft gegründet. Er ist Gründungsmitglied und war Sprecher der "German IBD Study Group (GISG)". Von 2008 bis 2017 diente er als Vorsitzender des wissenschaftlichen Komitees sowie des Leitlinienkomitees der "European Crohn’s and Colitis Organisation" (ECCO). Er war Zentrumskoordinator des Interdisziplinären Darmkrebszentrums der Charité und Vorsitzender der Deutschen Arbeitsgemeinschaft chronisch entzündlicher Darmerkrankungen der Deutsche Gesellschaft für Gastroenterologie, Verdauungs- und Stoffwechselkrankheiten (DGVS). Aktuell ist Sturm Mitglied des Editorial Board des Journal of Crohn’s and Colitis und ist National Representative der deutschen Gesellschaft für Gastroenterologie und Stoffwechsel bei der europäischen gastroenterologischen Gesellschaft UEG.

## Publikationen
Sturm hat mehr als 80 wissenschaftliche Manuskripte und Buchbeiträge in internationalen Fachzeitschriften veröffentlicht, unter anderem in Gastroenterology, Journal of Clinical Investigation oder Gut. Eine Publikationsliste findet sich auf pubMed.